# Réalisme magique
Ne doit pas être confondu avec Réalisme fantastique.

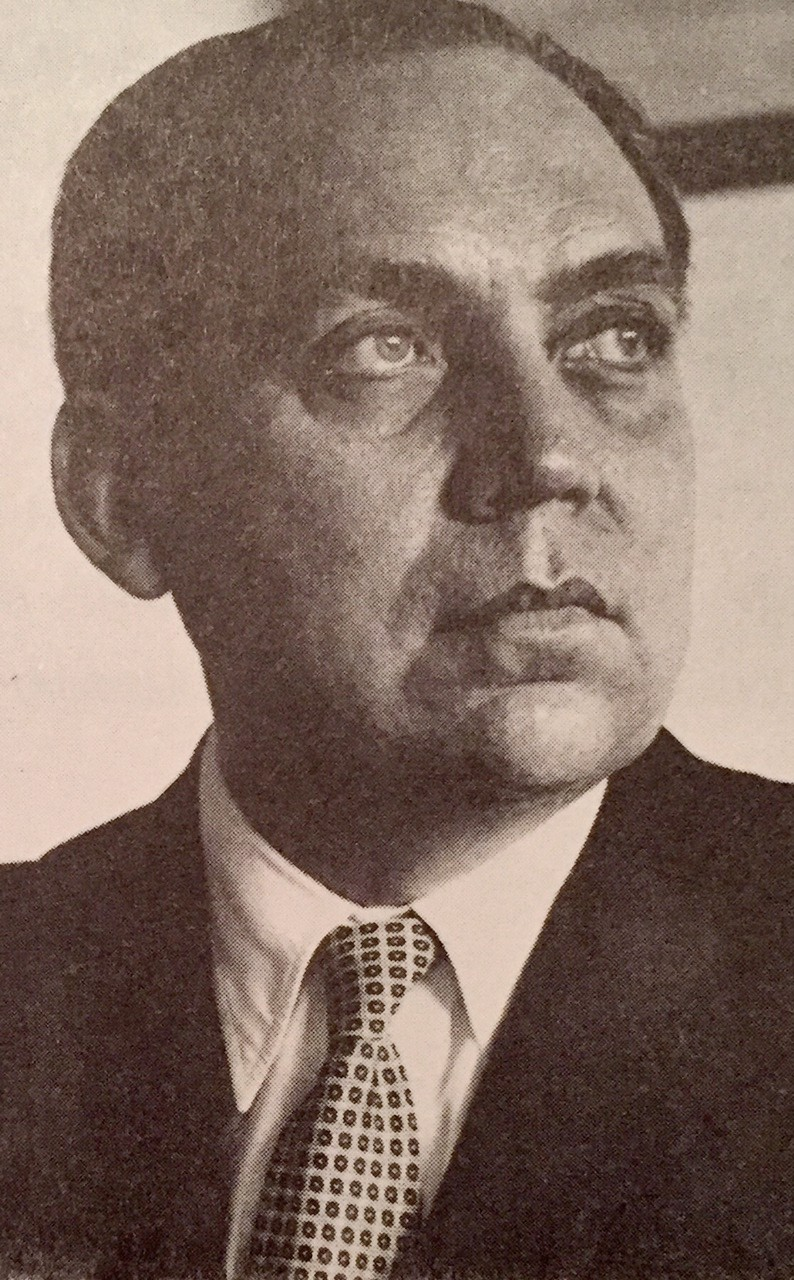
Le Vénézuélien Arturo Uslar Pietri.

Le réalisme magique est une appellation introduite en 1925 par le critique d’art allemand Franz Roh pour rendre compte en peinture d'éléments perçus et décrétés comme « magiques », « surnaturels » et « irrationnels » surgissant dans un environnement défini comme « réaliste », à savoir un cadre historique, géographique, ethnique, social ou culturel avéré. Ainsi la réalité reconnaissable ou l'univers familier deviennent-ils le lieu naturel et non problématisé de manifestations paranormales et oniriques. 
La littérature d'avant-garde latino-américaine reprend ensuite cette appellation pour désigner un courant cherchant à représenter les aspects magiques de la banalité. C'est le Vénézuélien Arturo Uslar Pietri qui réintroduit le terme « réalisme magique », dans un article du journal El Nacional de 1948. Le Cubain Alejo Carpentier lui donne sa notoriété à partir de 1949, bien que ce dernier parle plus précisément de « réel merveilleux ».
L’origine de ce terme et sa portée sont pourtant beaucoup plus généraux et ont été utilisés pour qualifier une grande variété de romans, de poèmes, de peintures et de réalisations cinématographiques. Par ailleurs, le réalisme magique connaît plusieurs déclinaisons et peut caractériser divers styles, esthétiques, genres, courants et mouvements en Asie, en Europe ou en Amérique. De manière plus récente, il est rapproché de la world literature.
Généralement, il cherche à tisser des liens étroits entre des courants habituellement opposés tels que le naturalisme, le merveilleux et le fantastique afin de peindre une réalité reconnaissable, transfigurée par l'imaginaire et dans laquelle le rationalisme est rejeté. Néanmoins, il n'existe pas de définition rigoureuse et son application dépend de la démarche intellectuelle et stylistique de l'écrivain ou l'artiste qui y a recours. L'expression « réalisme magique » n'est pas à confondre avec l'expression réalisme fantastique.
Parmi les grands auteurs du réalisme magique il faut citer le Guatémaltèque Miguel Ángel Asturias (prix Nobel de littérature en 1967), les Mexicains Carlos Fuentes et Juan Rulfo, les Argentins Adolfo Bioy Casares et Julio Cortázar, le Bolivien Jaime Sáenz, les Péruviens José María Arguedas et Manuel Scorza (en association avec le courant de la Protesta contre les injustices perpétrées à l'encontre des peuples, notamment autochtones) ; le Brésilien Jorge Amado peut aussi y être rattaché, par certains aspects de son œuvre comme le traitement qu'il réserve dans ses romans aux religions afro-brésiliennes syncrétiques (le candomblé) ; et enfin on peut y associer de manière emblématique le Colombien Gabriel García Márquez, prix Nobel de littérature en 1982, dont le roman Cent Ans de solitude publié en 1967, est souvent cité comme une des œuvres les plus représentatives de ce genre.

## Histoire

### Peinture

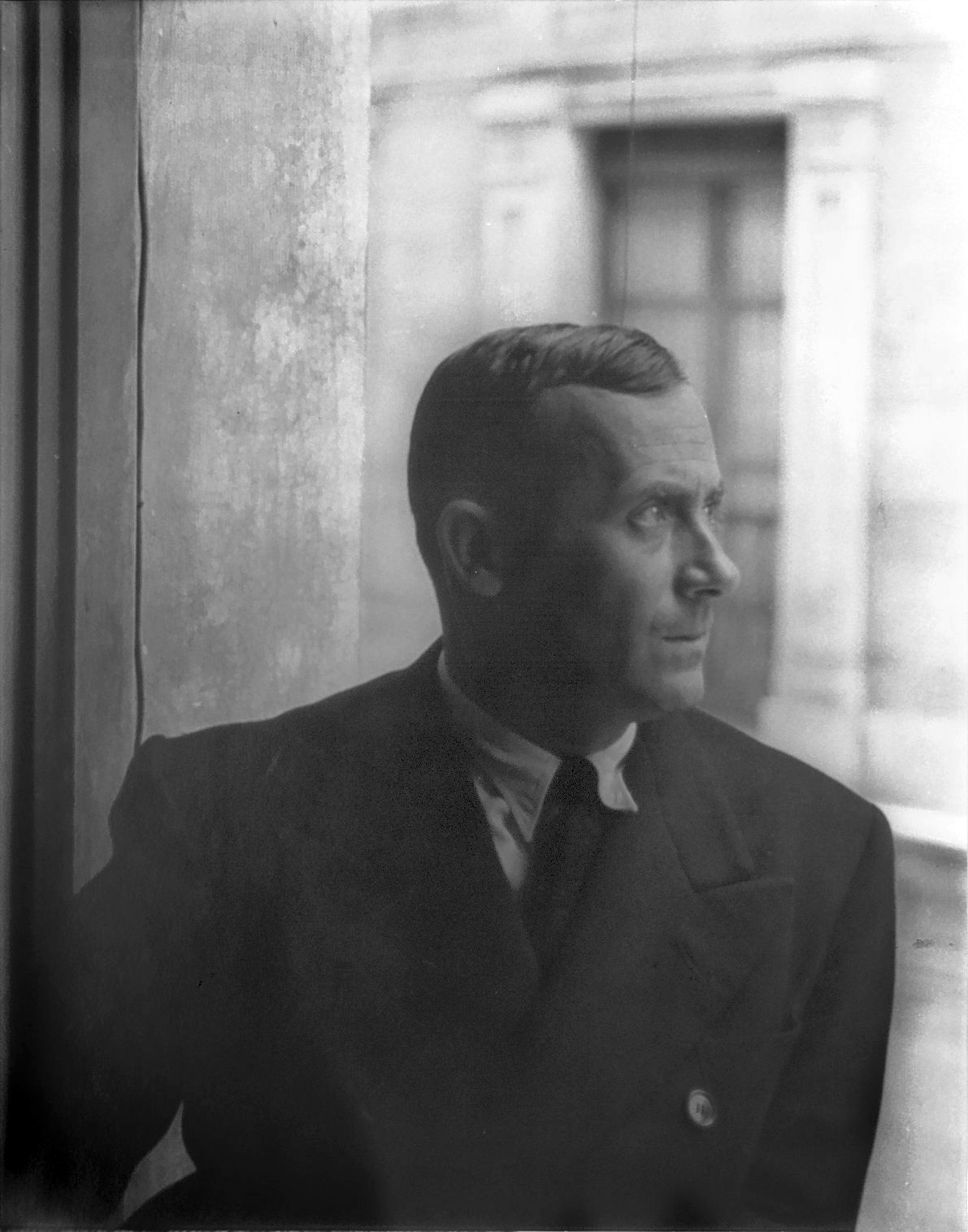
Joan Miró.

L'expression « réalisme magique » est définie pour la première fois en 1925 par le critique d’art allemand Franz Roh, dans son livre Nach-expressionismus, magischer Realismus: Probleme der neuesten europäischen Malerei, pour qualifier les productions picturales d'une exposition très médiatisée à la Kunsthalle de Mannheim. Roh distingue sept nouveaux courants dans la peinture européenne des années 1920, en plus des styles encore dominants de l’impressionnisme et de l’expressionnisme ; il classe dans le « réalisme magique » Carlo Carrà, Giorgio De Chirico, Georg Schrimpf, Carlo Mense, André Derain, Othon Coubine, Jean Metzinger, Auguste Herbin, Joan Miró, George Grosz, Otto Dix… Pour lui, les « réalistes magiques » réfutent le pur réalisme qui ne s'attache qu'à la réalité matérielle et objective. Par exemple, certains artistes figuratifs comme Dix plaquent des images mentales proches de l'hallucination et du cauchemar sur une réalité liée aux traumatismes de la Grande Guerre. Selon le critique allemand, les réalistes magiques créent une passerelle entre le quotidien, l'ordinaire et le symbolisme ou le surréalisme (veine fantastique, sciences parallèles, occultisme, irrationnel, etc.). Lui-même artiste et proche de Max Ernst, Roh rapproche sa définition de sa démarche esthétique. Auteur de collages à partir de gravures, d'illustrations et de reproductions photographiques, il fonde une combinaison surréelle, soumise à l'inhabituel, au surprenant et au monstrueux que dissimule un univers apparemment banal ou sans relief. Ce courant pictural post-expressionniste est mondialement officialisé en 1943 grâce à l’exposition American Realists and Magic Realists du Musée d'art moderne de New York. Cependant, les critiques d’art européens ont déjà adopté l'expression « Neue Sachlichkeit » (« Nouvelle Objectivité ») au détriment de celle proposée par Roh. La Nouvelle Objectivité se développe après la guerre dans plusieurs grandes villes d'Allemagne et réunit des artistes et des intellectuels issus du Dada, conscients de leur responsabilité politique et d'un « devoir contestataire ». Elle n'a ni programme ni manifeste, contrairement au surréalisme qui se développe parallèlement en France. Elle se divise en deux branches distinctes qui, chacune à leur manière, affichent une même ligne après les débordements expressionnistes en exprimant le souhait de revenir au réel et au quotidien, sans fermer la porte à l'irrationnel. Le clivage s'inscrit surtout sur le plan politique : la branche dite « de droite », raccordée à Karlsruhe et Munich, retourne à un classicisme harmonieux et intemporel alors que la branche de gauche, centrée sur « Berlin la rouge », s'engage dans une vision radicale, dérangeante, froide et cynique de la société. Vers 1930, le mouvement dépasse les frontières de l'Allemagne. Cependant, outre ce clivage politique, trois courants formels s'affrontent :
- le mouvement vériste, ancré dans des préoccupations politiques, donnant une représentation grotesque de la société, entre cynisme et cruauté ;
- le mouvement classique : rattaché au surréalisme dont il devient quasiment l'archétype ;
- le mouvement interne magico-réaliste distingué par Franz Roh.

Le « réalisme magique » supplante finalement les autres courants en étant retenu dans le champ littéraire grâce à certains écrivains allemands, flamands ou italiens, dont Jean Ray, Ernst Jünger, Johan Daisne, Hubert Lampo et Massimo Bontempelli qui s’en réclament.

### Littérature

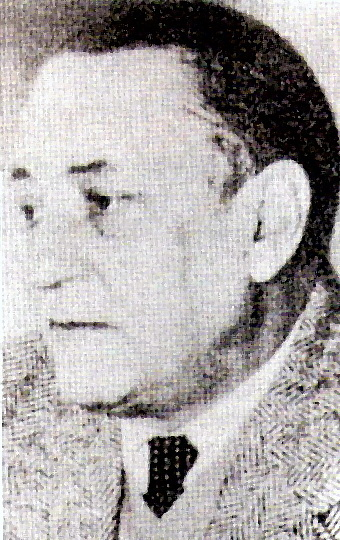
Alejo Carpentier.

Les voyages en Europe d'écrivains nord ou sud-américains et l’érudition de certains autres tels que Jorge Luis Borges permettent l’importation du concept outre-Atlantique. Grâce à la traduction espagnole en 1928 du livre de Roh, l’appellation « realismo mágico » devient progressivement populaire d’abord dans les cercles littéraires latino-américains en association au prix Nobel 1967 Miguel Ángel Asturias qui emploie ce terme pour définir son œuvre, puis à Arturo Uslar Pietri ou Julio Cortázar et, à partir de 1955, parmi les professeurs de littérature hispanique dans les universités américaines. La parution des recueils de nouvelles L'Aleph et Fictions de Borges facilite également la diffusion mondiale de cette expression au sein de la presse et des lecteurs. Entre-temps, le lancement de la notion concurrente de « real maravilloso » dès 1948 par l’écrivain cubain Alejo Carpentier dans le prologue de son roman Le Royaume de ce monde introduit une confusion qui alimente encore aujourd’hui le discours critique hispanophone et suscite la création du terme de « réalisme merveilleux » dans les milieux littéraires antillais et brésiliens.
Si la tendance à mêler réel et merveilleux est présente de longue date et en tout lieu en peinture (Jérôme Bosch, El Greco, Pierre Paul Rubens, Francisco de Goya) comme en littérature (François Rabelais, Voltaire, Laurence Sterne ou, plus récemment, Vladimir Nabokov, Mikhaïl Boulgakov et Günter Grass), c’est dans la production narrative et poétique sud-américaine des années 1960 et 1970 que le réalisme magique trouve un rayonnement planétaire, au point de n'être associé qu'à elle. L'Albanais Ismail Kadare déplore ce raccourci critique : « Les Latino-Américains n’ont pas inventé le réalisme magique. Il a toujours existé dans la littérature. On ne peut pas imaginer la littérature mondiale sans cette dimension onirique. Peut-on expliquer la Divine Comédie de Dante, ses visions de l’enfer sans en appeler au réalisme magique ? Ne retrouve-t-on pas le même phénomène dans Faust, dans La Tempête, dans Don Quichotte, dans les tragédies grecques où le ciel et la terre sont toujours entremêlés ? Je suis stupéfait par la naïveté des universitaires qui croient que le réalisme magique est spécifique à l’imaginaire du XXe siècle. »[source détournée]. Certains universitaires, comme Seymour Menton, notent de leur côté une forme de réalisme magique séculaire dans les littératures juive ou yiddish traditionnelles dont Isaac Bashevis Singer, André Schwartz-Bart et certains auteurs juifs américains sont les héritiers et qui aurait largement influencé Gabriel García Márquez pour la rédaction de Cent Ans de solitude.
Les réalismes merveilleux ou magiques ont généralement pour but de saisir une réalité avérée à travers la peinture quotidienne de populations latino-américaines ou caribéennes pour en révéler toute la substance fabuleuse, parfois étirée jusqu'au rang de mythe. Ils proposent une vision du réel renouvelée et élargie par la part d’étrangeté, d’irrationalité, de bizarrerie ou de mystère que l'existence et l'esprit humain recèlent. L'idée est que l'imaginaire fait partie de la réalité et que la frontière entre les deux doit être abolie. La notion traditionnelle de « réalisme » est dépassée par l’intervention du paranormal ou du surnaturel dans l’œuvre sans que le statut de celui-ci ne soit mis en doute par l'intrigue et les personnages. Sorts, sorcellerie, sortilèges, miracles, événements non-compréhensibles par le lecteur ou communication avec des êtres supérieurs (dieux, esprits etc.) vont de soi. Ce procédé va à rebours de la littérature fantastique, caractérisée par l'intrusion problématique, angoissante et ambiguë de l'irrationnel dans la réalité. De même, il s'écarte de la transgression manifeste du réel telle que la pratique le surréalisme et s'éloigne de la littérature merveilleuse, comme la fantasy, dans laquelle la magie fait partie d'un monde lointain, hors de toute vraisemblance.
La question qui ne cesse en revanche de diviser les esprits dans les débats autour du réalisme magique et du « réel » ou « réalisme merveilleux » est celle de la nature et du rôle des éléments magiques, merveilleux et mythologiques recensés dans les textes et les œuvres d’art concernés. Pour les uns, ces éléments sont des caractéristiques authentiques de la culture dont est issue l’œuvre comme la mystique autochtone, la foi dans la magie et le miracle chez les populations indigènes par opposition au rationalisme attribué à la civilisation occidentale. Cette démarche littéraire liée au costumbrismo se veut purement objective dans la mesure où le « réalisme » y inclut le témoignage fidèle de la croyance au surnaturel comme mode de vie quotidien des tribus ou des peuples dépeints. Pour les autres, il s’agit d’aspects esthétiques particuliers, subjectifs et inhérents à la psyché d’un auteur qui interroge, à la manière des littératures moderniste et postmoderne, les concepts de « fiction », de « sens » et de « vérité ». Il s'agit alors de se jouer des codes et des artifices du roman dont l’autorité paraît minée.
On retrouve chez les réalistes magiques et merveilleux, au-delà des spécificités culturelles, l’influence majeure de certains auteurs occidentaux à l’instar de Nicolas Gogol, Fiodor Dostoïevski, Franz Kafka et William Faulkner dont plusieurs romans sont rattachés au Southern Gothic.
Au début du XXIe siècle l’utilisation des expressions respectives « réalisme magique » et « réalisme merveilleux » est complexe. La première bénéficie de la formidable caisse de résonance des universités nord-américaines où littérature latino-américaine et world literature anglophone se rencontrent au sein des cultural studies alors que la seconde se cantonne aux milieux francophones antillais et canadiens. Le terrain d’étude pour la littérature générale et comparée est fertile d'autant que le concept connaît plusieurs variantes au sein de la littérature mondiale. Lorsque l'Académie suédoise décerne par exemple le prix Nobel de littérature à Mo Yan, en 2012, elle rattache son œuvre au « réalisme hallucinatoire (en) », relativement semblable au réalisme magique et qui trouve une expression paroxystique dans le mouvement littéraire chinois nommé « Quête des racines »,. En 2013, la critique anglo-saxonne parle de « réalisme allégorique » pour caractériser le roman Une enfance de Jésus du Sud-Africain J.M. Coetzee dont la plupart des textes se rattache à une veine symboliste, désincarnée et post-moderne mêlant banalité quotidienne, réalité politique, mythe, absurdité et délire,,.
En Europe, on associe certaines œuvres d'auteurs comme Ernst Jünger, Johan Daisne, Hubert Lampo, Dino Buzzati, Julien Gracq, Italo Calvino ou encore Milan Kundera, au réalisme magique tel qu'il a été théorisé dès 1925 par Roh et, dès 1926, par Massimo Bontempelli (realismo magico ou realismo metafisico). Leurs œuvres font du réalisme magique un état d'esprit qui ouvre la voie à une expérience intellectuelle sur la perception d'une réalité multiple, en deçà et au-delà des choses. Elles ne suivent en aucun cas le mode narratif intégrant des manifestations surnaturelles (lévitations, tapis volants, arrêt du temps, naissance d'enfants avec une queue d'animal etc.) dans un contexte réaliste, perçues comme normales, voire banales par les personnages à la manière ludique popularisée par García Márquez dans son roman Cent Ans de solitude (1967) et dans ses nouvelles telles que L'Incroyable et Triste Histoire de la candide Eréndira et de sa grand-mère diabolique (1972), manière qu'on retrouve chez le romancier péruvien Manuel Scorza dans les cinq tomes de son cycle romanesque de protestation sociale et néo-indigéniste (à la suite de José María Arguedas) : La Guerre silencieuse (années 1970), mêlant humour et tragédie, anecdotes facétieuses ou picaresques, drolatiques ou sarcastiques et fantastiques s'associant dans un cri de révolte, un peu comme chez García Márquez. En revanche, ce penchant-là du réalisme magique européen est déjà évident dans La Métamorphose de Franz Kafka (1915), comme dans une grande partie de la production narrative de Marcel Aymé (La Jument verte 1933, Les Contes du chat perché publiés entre 1934 et 1946 avec leurs animaux qui parlent seulement aux petites filles Delphine et Marinette dans un contexte de réalisme fermier incarné par leurs parents, Le Passe-muraille recueil de nouvelles de 1943, et La Vouivre, 1941) et dans Le Tambour de Günter Grass (1959). C'est aussi dans cette veine que s'inscrivent Les Enfants de minuit (1981) et  Les Versets sataniques (1988) de Salman Rushdie, Song of Salomon (1977) et Beloved (1987) de Toni Morrison ou encore Le Château blanc (1985) et Mon nom est Rouge (2000) d'Orhan Pamuk,,.

### Cinéma

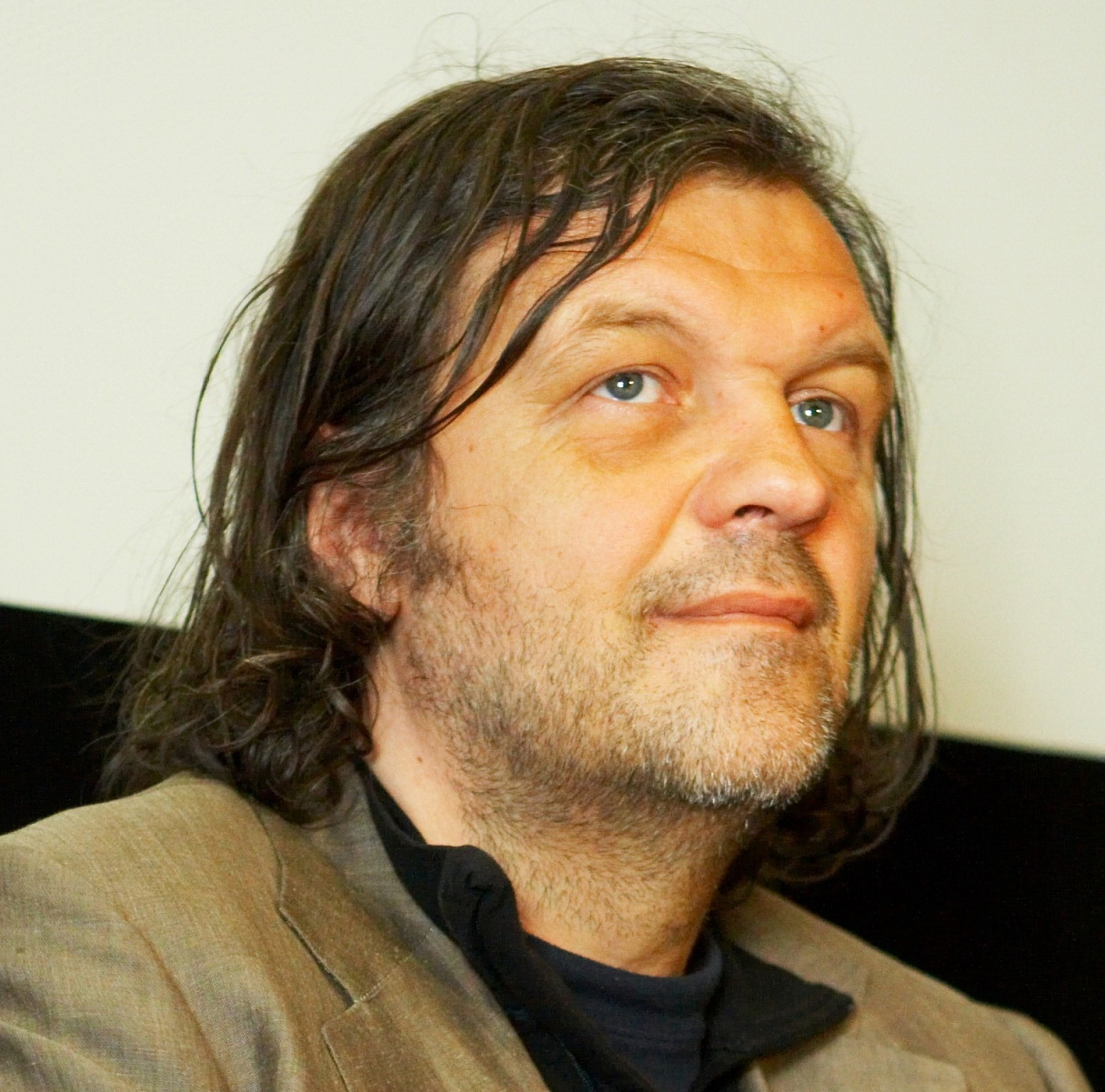
Emir Kusturica.

Le réalisme magique n'est pas un genre cinématographique clairement défini, mais les caractéristiques du réalisme magique présentes dans la littérature se retrouvent également dans de nombreux films comportant des éléments fantastiques. Ces caractéristiques peuvent être présentées de manière factuelle et se produire sans explication. Au cinéma, la critique a souvent employé cette expression pour définir les réalisations du Belge André Delvaux et du Canadien André Forcier dont l'esthétique se rapproche plus de la conception originelle de Franz Roh. En effet, pour Delvaux, le réalisme magique est avant tout un jeu esthétique, spirituel et philosophique avec des éléments de réalité, doublé d'une interrogation métaphysique et ontologique,. En revanche, le critique littéraire Frederic Jameson avance l'hypothèse que le réalisme magique au cinéma est un mode formel qui dépend constitutionnellement d'un type de matière première historique dans laquelle la disjonction est structurellement présente. Emir Kusturica (Le Temps des Gitans, Underground) et Guillermo del Toro (Le Labyrinthe de Pan qui mêle fresque historique et féerie) sont partisans d'un univers fictionnel pittoresque, postmoderne, baroque et ludique proche de celui de García Márquez. À noter que Kusturica, grand admirateur de l'auteur colombien, a souhaité adapter au cinéma L'Automne du patriarche et même Cent Ans de solitude dans les années 2000 sans qu'aucun projet n'aboutisse. L'influence de Márquez est aussi très marquée chez Ciro Guerra, cinéaste colombien qui écrit et réalise Los viajes del viento (Les Voyages du vent) en 2009. L'histoire prend place dans la région caraïbe colombienne et narre la quête rédemptrice d'un joueur de vallenato qui décide, afin de trouver la paix après la mort de sa femme, de partir à la recherche du diable afin de lui restituer son accordéon, gagné des années auparavant lors d'un duel musical. Bien qu'elle ait une spécificité singulière, l'œuvre de Federico Fellini est parfois rattachée à une forme de réalisme magique à partir de La dolce vita,,. Nonobstant leur cheminement esthétique personnel et inclassable, certains films d'Ingmar Bergman (Fanny et Alexandre) et Lars von Trier (Melancholia) sont également rapprochés du réalisme magique,. Plusieurs films de Woody Allen, dont Minuit à Paris, comportent des éléments de réalisme magique. La plupart des films de Terry Gilliam sont fortement influencés par le réalisme magique,. En France, on peut citer Jean-Pierre Jeunet dont l’œuvre est souvent empreinte de réalisme magique (Le fabuleux destin d' Amélie Poulain, L' Extravagant voyage du jeune et prodigieux T.S. Spivet),. Les films d'animation de Satoshi Kon et Hayao Miyazaki,utilisent souvent cette esthétique. À propos de Carl Theodor Dreyer, on parle de « réalisme métaphysique », à l'acception assez proche et auquel peuvent se référer Bergman, von Trier ou encore Michael Haneke qui trahit l'influence manifeste de Dreyer dans Le Ruban blanc,.

## Artistes associés au réalisme magique

### Écrivains
Les auteurs suivants et les ouvrages cités sont, ont été ou ont pu être associés au réalisme magique et à ses caractéristiques dans la mesure où plusieurs de leurs textes n’ont pas hésité à mêler réel et fantastique ou merveilleux. Leurs œuvres relèvent néanmoins, pour beaucoup, de bien d’autres genres littéraires et ne peuvent se réduire à cette notion unique. Les ouvrages cités pour chacun sont les plus représentatifs de cette fusion entre imaginaire, fable et réalité quotidienne ou historique :
- Marcel Aymé (1902-1967) (La Vouivre, ainsi que de nombreuses nouvelles)
- Miguel Ángel Asturias (1899-1974) (Légendes du Guatemala, Hommes de maïs)
- Isabel Allende (1942-) (La Maison aux esprits)
- Paul Auster (1947- 2024) (Mr Vertigo)
- Salim Barakat (1951-) (Les Seigneurs de la nuit)
- Isaac Bashevis Singer (1904-1991) (La Corne du bélier, Le Magicien de Lublin)
- Louis de Bernières (1954-)
- Massimo Bontempelli (1878-1960)
- Jorge Luis Borges (1899-1986) (L'Aleph, Fictions)
- Mikhaïl Boulgakov (1891-1940) (Le Maître et Marguerite)
- Dino Buzzati (1906-1972) (Le Désert des Tartares)
- Italo Calvino (1923-1985) (Le Vicomte pourfendu, Le Chevalier inexistant)
- Sabrina Calvo (Elliot du néant, Sous la Colline)
- Alejo Carpentier (Le Royaume de ce monde)
- Jan Carson (Les lanceurs de feu, Les Ravissements)
- Adolfo Bioy Casares (Journal de la guerre aux cochons)
- Ana Castillo (So Far From God)
- Louis-Ferdinand Céline (Féerie pour une autre fois)
- Patrick Chamoiseau (Chronique des sept misères)
- J. M. Coetzee (Foe, Une enfance de Jésus)
- Maryse Condé (Ségou)
- Vasile Constantinescu (Dincolo de geamanduri)
- Julio Cortázar (Les Armes secrètes)
- Mia Couto (Terre somnambule (1992), Les sables de l'empereur (2015)
- Johan Daisne (L’Homme au crâne rasé)
- Viorel Dragus (Les Cahiers d'Arthur Colombier, La Vipère, Le Jour du marathon)
- Ralph Ellison (Homme invisible, pour qui chantes-tu ?)
- Jacques Ferron (Le Ciel de Québec)
- Laura Esquivel (Como para agua chocolate)
- William Faulkner (Le Bruit et la fureur, Sanctuaire, Absalon, Absalon!)
- Carlos Fuentes (La Mort d’Artemio Cruz)
- Elena Garro (Los recuerdos del porvenir)
- Sylvie Germain (L’Enfant méduse)
- Jean Giono (La Trilogie de Pan)
- Marc Graciano (Une forêt profonde et bleue)
- Günter Grass (Le Tambour, Le Chat et la souris, Le Turbot, Toute une histoire)
- Xavier Hanotte (Les Lieux communs)
- Russell Hoban (Amaryllis Night and Day)
- Alice Hoffman (Practical Magic)
- Ernst Jünger (Feu et sang - bref épisode d’une grande bataille)
- Ismail Kadare (Le Général de l’armée morte)
- Milan Kundera (L'Insoutenable Légèreté de l'être)
- Hubert Lampo (La Venue de Joachim Stiller)
- Jorge Amado (Bahia de tous les saints, Les Pâtres de la Nuit, Dona Flor et ses deux maris)
- Gabriel García Márquez (Cent Ans de solitude)
- José María Arguedas (Les Fleuves profonds, Yawar Fiesta (la Fête du Sang), Diamants et silex)
- Manuel Scorza (le cycle romanesque des cinq tomes de La Guerre silencieuse)
- Marie NDiaye (La Sorcière)
- Toni Morrison (Song of Solomon, Beloved)
- Haruki Murakami (La Course au mouton sauvage, Chroniques de l'oiseau à ressort)
- Vladimir Nabokov (Feu pâle)
- Kenzaburō Ōe (Gibier d'élevage, Agwîî le monstre des nuages)
- Yōko Ogawa (Instantanés d'Ambre)
- Orhan Pamuk (Le Château blanc, Mon nom est Rouge)
- Leo Perutz (Le Cavalier suédois)
- Thomas Pynchon (Contre-jour)
- Jean Ray (Malpertuis)
- João Guimarães Rosa (Grande Sertão: veredas)
- Philip Roth (Le Sein)
- Juan Rulfo (Pedro Páramo)
- Salman Rushdie (Les Versets sataniques)
- Jaime Sáenz (Felipe Delgado)
- José Saramago (Le Dieu manchot, Histoire du siège de Lisbonne)
- Bruno Schulz (Les Boutiques de cannelle)
- André Schwartz-Bart (Le Dernier des Justes)
- Patrick Süskind (Le Parfum, histoire d’un meurtrier)
- Graham Swift (Waterland)
- Shaun Tan (Contes de la banlieue lointaine - Tales from Outer Suburbia)
- Michel Tournier (Le Roi des aulnes)
- D. M. Thomas (The White Hotel)
- Michel Tremblay (Contes pour buveurs attardés)
- Frédérick Tristan (La Geste serpentine)
- Pierre-Jean Verhoye (La Marche du colombier)
- O.V. Vijayan (Les Légendes de Khasak)
- Antoine Volodine (Les Anges mineurs)
- Mo Yan (Beaux seins, belles fesses, La Dure Loi du karma)
- Banana Yoshimoto (Kitchen)
- Sharon Dodua Otoo (Herr Gröttrup setzte sich hin)
- Mohammad Hanif (Avec un travail acharné)
- Carole Martinez ("Le Cœur cousu", "La terre qui penche")

### Auteurs de bande dessinée
En bande dessinée, les frères Jaime et Gilbert Hernandez développent depuis le début des années 1980 des univers que beaucoup de critiques associent au réalisme magique.

### Peintres
- Dino Buzzati
- Mario Bardi
- Edita Broglio
- Paul Cadmus
- Cagnaccio di San Pietro
- Felice Casorati
- Alex Colville
- Paul Delvaux
- Antonio Donghi
- Gian Paolo Dulbecco
- Jared French
- Rob Gonsalves
- Edward Hopper
- Lukáš Kándl
- Alexander Kanoldt
- Dick Ket
- Henri Lievens
- Alfonso Ponce de León
- Ludwig Egidius Ronig
- Philip Surrey
- George Tooker
- Carel Willink
- Jacek Yerka

### Cinéastes[37]
- André Delvaux (L'Homme au crâne rasé, Un soir, un train)
- André Forcier
- Alfonso Arau (Les Épices de la passion)
- Bakhtiar Khudojnazarov (Luna Papa)
- Emir Kusturica (Le Temps des Gitans, Underground)
- Guillermo del Toro (Le Labyrinthe de Pan, La Forme de l'eau)
- Wim Wenders (Les Ailes du désir)
- Jean-Pierre Jeunet (Le Fabuleux destin d'Amélie Poulain)